# José Miguel Cabañas Agrela
José Miguel Cabañas y Agrela (n. Madrid; 1965) es un historiador español.

## Vida y  obra
La obra de Miguel Cabañas gira alrededor de los siglos XVI-XVII. Es un especialista en la figura de Bernardino de Mendoza y las relaciones entre la Corte de Felipe II y la de Isabel I de Inglaterra,. Casi todas sus publicaciones tratan de personajes o aspectos de España en la Edad Moderna.

## Libros
- Don Bernardino de Mendoza, un escritor-soldado al servicio de la monarquía católica (1540-1604), Guadalajara, Diputación Provincial de Guadalajara, 2001. ISBN 84-87791-43-3
- "La armada de Pedro Menéndez de Avilés y la misión inglesa de Don Bernardino de Mendoza", IV Centenario del ataque de Van der Does a Las Palmas de Gran Canaria (1999): Coloquio Internacional "Canarias y el Atlántico, 1580-1648" / coord. por Antonio de Béthencourt Massieu, 2001, ISBN 84-8103-279-4, pags. 105-124
- Reyes sodomitas. Monarcas y favoritos en las cortes del Renacimiento y Barroco. Egales, 2012. ISBN 84-15574-48-4
- Breve historia de Cervantes. Nowtilus, 2016. ISBN 978-84-9967-787-3
- Breve historia de Felipe II. Nowtilus, 2017. ISBN 978-84-9967-887-0

## Artículos
- "Bernardino de Mendoza: Un espía español en la Corte de Isabel I", Historia 16, ISSN 0210-6353, N.º 321, 2003, pags. 8-27
- "Fiestas e intrigas: La corte de Isabel I a través de los ojos de un embajador", Historia 16, ISSN 0210-6353, N.º 321, 2003, pags. 28-41
- "El temible Alba, un cordero ante Inglaterra", Historia 16, ISSN 0210-6353, N.º 331, 2003, pags. 8-25
- "El Duque de Alba y los Países Bajos" en el quinto centenario del nacimiento de Fernando Álvarez de Toledo y Pimentel, III duque de Alba, Historia 16, ISSN 0210-6353, N.º 378, octubre de 2007, pags. 102-119